# Nationale botanische tuin van de Karoo-woestijn

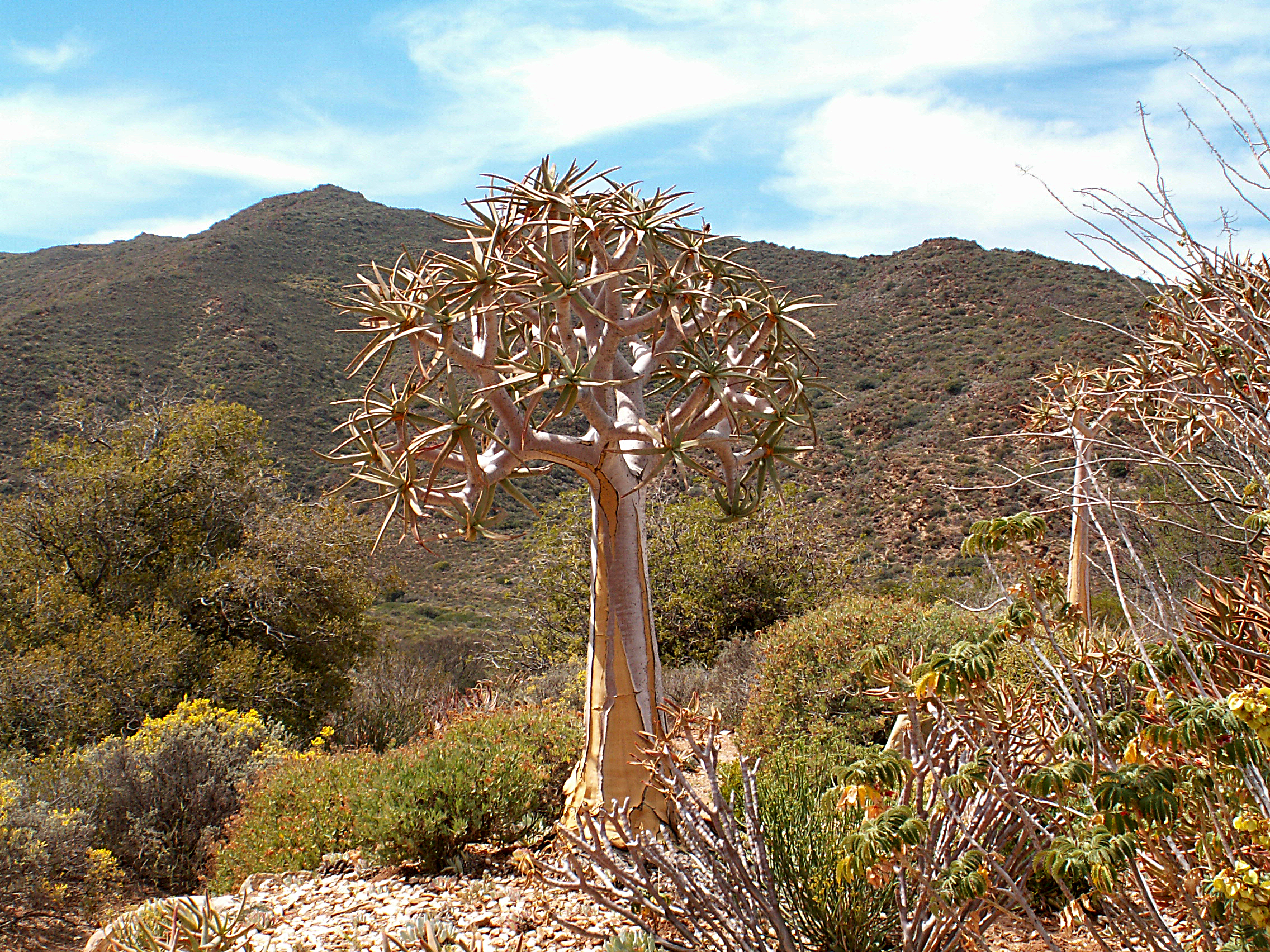
Karoo-woestijn Nationale Botanische Tuin

De Nationale botanische tuin van de Karoo-woestijn ligt aan de noordkant van het dorpsgebied van Worcester in de Zuid-Afrikaanse provincie West-Kaap, aan de voet van het Hexriviergebergte.  Dit maakt deel uit van het gebied waar het 's winters regent. De botanische tuin beschermt vetplanten en andere autochtone planten uit de woestijn- en halfwoestijnstreken van Zuidelijk Afrika. 

## Flora en fauna

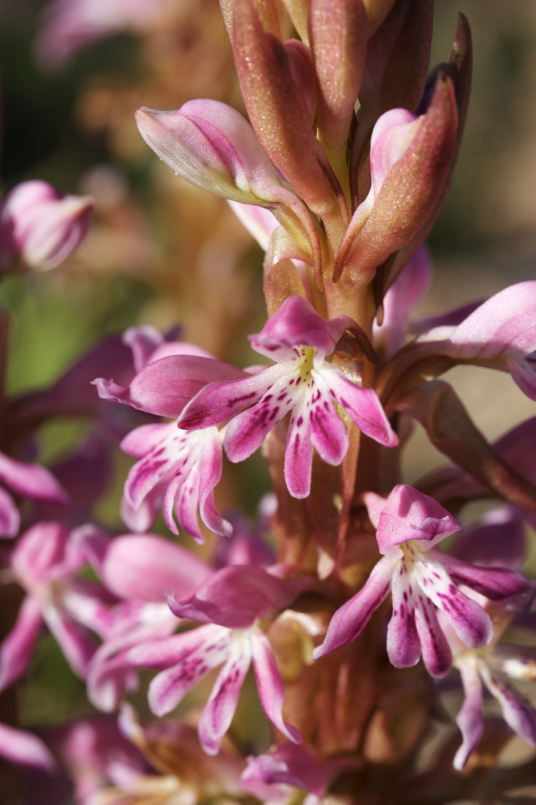
Satyrium erectum

In de tuin van 154 ha komen 400 plantsoorten (vooral vygies) natuurlijk voor. Driehonderd beschermde soorten worden hier  voor kweekdoeleinden verzorgd. Van de meer dan 380 soorten bloemplanten die hier groeien, kunnen 115 als geofyten beschouwd worden. Zij behoren vooral tot de families Amaryllidaceae, Liliaceae en Iridaceae, maar ook de wortelfamilie Umbelliferae kent hier vertegenwoordigers. Er zijn soorten Pelargonium waarvan er zes ondergrondse wortels bezitten en in de droge maanden uit het zicht verdwijnen. Cyphia  digitata,  Kedrostis  africana,  Microloma  sagittatum en Fockea comaru zijn klimplanten, maar ook zij hebben ook een verdikte stam of caudex onder de grond en sterven in de droge maanden af. Er zij ook monocotyledons, zoals de spectaculaire Brunsvigia josephinae met zijn grote bloemhoofden met baksteenkleurige bloemen.
Vijf soorten Moraea worden hier aangetroffen. Vooral M. algoensis met zijn blauwpaarse bloemen is rijkelijke aanwezig. Er zijn ook orchideeën, maar behalve Satyrium erectum zijn zij gewoonlijk niet erg opvallend. Soorten zoals Pterygodium volucris,    Disperis  bolusiana en Holothrix secunda zijn tamelijk algemeen, maar er moet in de bosjes naar gezocht worden. 
Welke soorten er bloeien hangt sterk van de tijd van het jaar af. In oktober is dit bijv. Gynandriris setifolia, in november Gethyllis  villosa, in maart of april Haemanthus tigrinus. Sommige soorten hebben een lange bloeitijd. Dat geldt voor Bulbine-soorten zoals  Bulbine filifolia die van november tot maart aangetroffen kunnen worden. Andere, zoals Ornithogalum graminifolium hebben een bloeitijd die tot november-december beperkt is.
Natuurlijk hangt dit ook van de regenval in het desbetreffende jaar af.
Meer dan 70 vogelsoorten zijn hier waargenomen. Verschillende kleine zoogdieren, onder andere de gewone duiker, worden hier ook aangetroffen.

## Bezoek
De beste tijd om de tuin te bezoeken is in de lente,  Op het zuidelijk halfrond is dit vooral in augustus en september.

## Geschiedenis
De Karootuin is in 1921 als de Logan Memorial Garden gesticht op een plaats bij de spoorweghalte Whitehill, 5 km van Matjiesfontein in de richting van Laingsburg. Wegens een acuut watertekort is de tuin in 1945 naar Worcester verschoven. Sinds 2001 draagt het park de huidige naam.

## Galerij

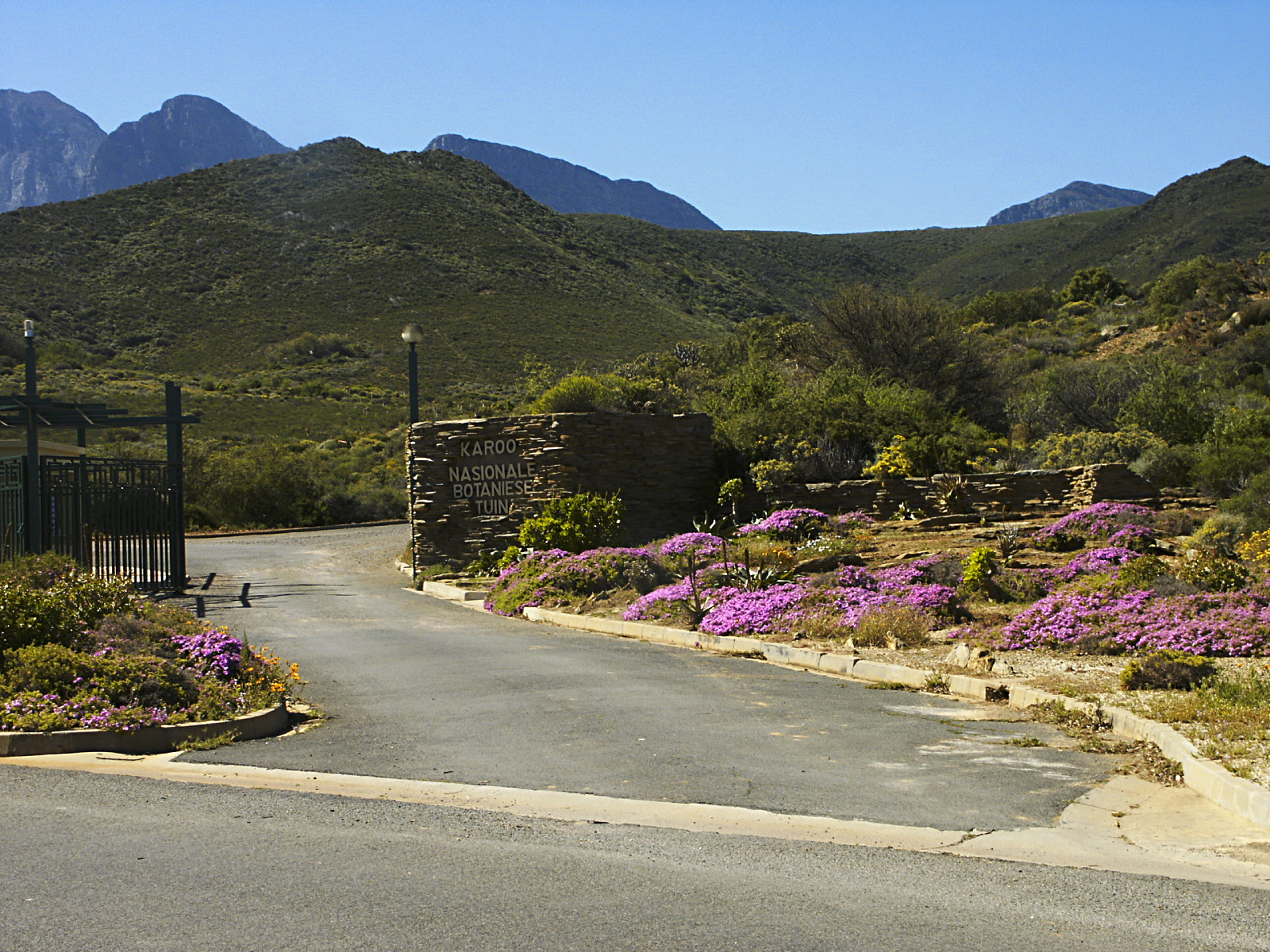
Ingang
Plantensoorten
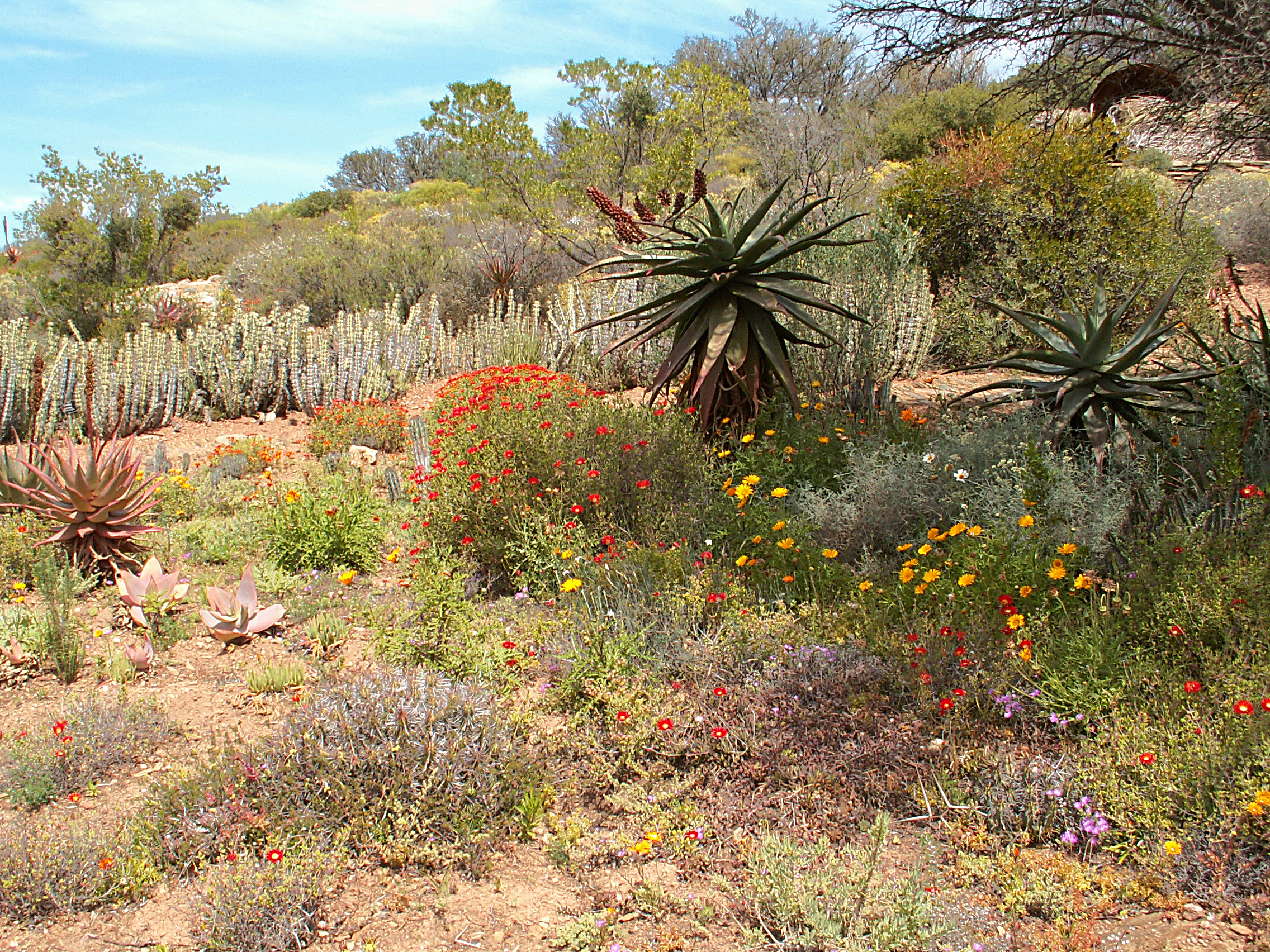
Plantensoorten